# Spin-Ladungs-Trennung
Als Spin-Ladungs-Trennung wird ein Prozess bezeichnet, bei dem sich der Spin und die Ladung eines Elektrons separat als Spin- bzw. Ladungswellen in einer Luttinger-Flüssigkeit bewegen können. Diese separaten Spins und Ladungen lassen sich als Quasiteilchen verstehen, welche nur die eine jeweilige Quantenzahl des Elektrons haben. Diese Quasiteilchen sind das Spinon und das Holon.

## Die Luttinger-Flüssigkeit
Da das gewohnte Modell der Quantenflüssigkeit in einem eindimensionalen System versagt (Peierls-Instabilität), braucht man eine andere Beschreibung, um wechselwirkende Fermionen in einem solchen System zu beschreiben.
Die Luttinger-Flüssigkeit ist ein solches Modell. Mit diesem lassen sich z. B. Elektronen in Kohlenstoffnanoröhren und künstliche Quantendrähte beschreiben.

## Der Vorgang der Spin-Ladungs-Trennung
Widerfährt dem System eine äußere Störung, so kommt es zu Dichtewellen, welche quantenmechanisch als (bosonische) Quasiteilchen, die Plasmonen, verstanden werden können. Es gibt auch Spindichtewellen und Ladungsdichtewellen, welche sich mit Fermi-Geschwindigkeit, also mit „normaler“ Geschwindigkeit bewegen. Diese lassen sich als gewöhnliche Welle verstehen, also mit einer eindimensionalen Wellengleichung beschreiben. Eine besondere Eigenschaft ist, dass diese Wellen nur eine Quantenzahl des Elektrons haben und sonst keine weiteren.
Anschaulich gesprochen bedeutet dies, dass sich die Ladungen (Spins) des gesamten Systems aufgrund der aneinanderliegenden Ladungen (der aneinanderliegenden Spins) nacheinander ändern, wenn diesem eindimensionalen System beispielsweise eine Einteilchenanregung (wie das Hinzufügen eines weiteren Fermions) widerfährt. Diese „Störungen“ oder „Veränderungen“ in den Spins (Ladungen) lassen sich also als Quasiteilchen verstehen, im Beispiel der Spindichtewellen das Spinon und bei den Ladungsdichtewellen das Holon.